# Schloss Niederwinzer

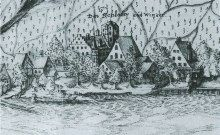
Ort und Schloss Niederwinzer von Hans Georg Bahre (1638)

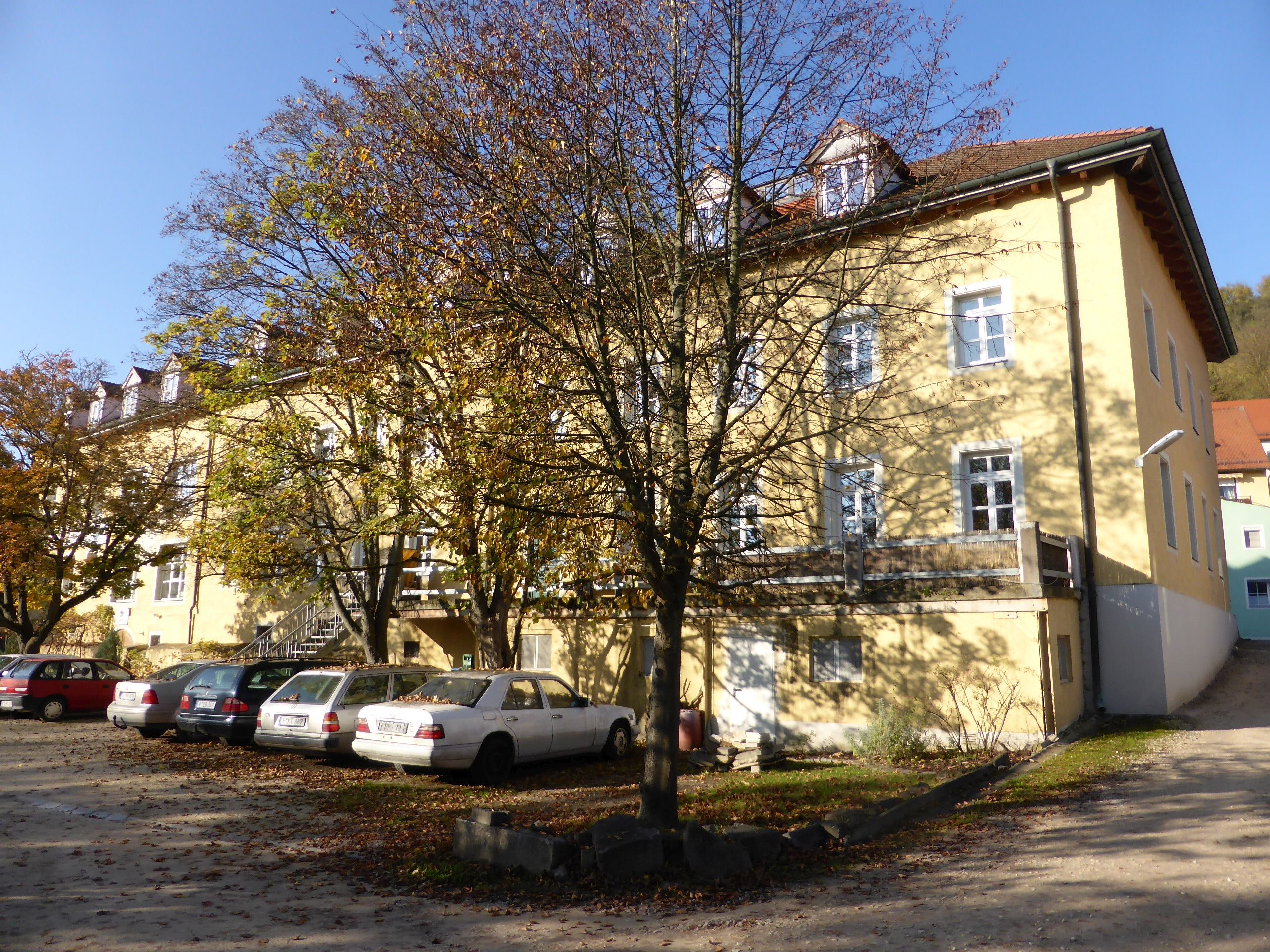
Ehemaliges Brauhaus des Schlosses Niederwinzer

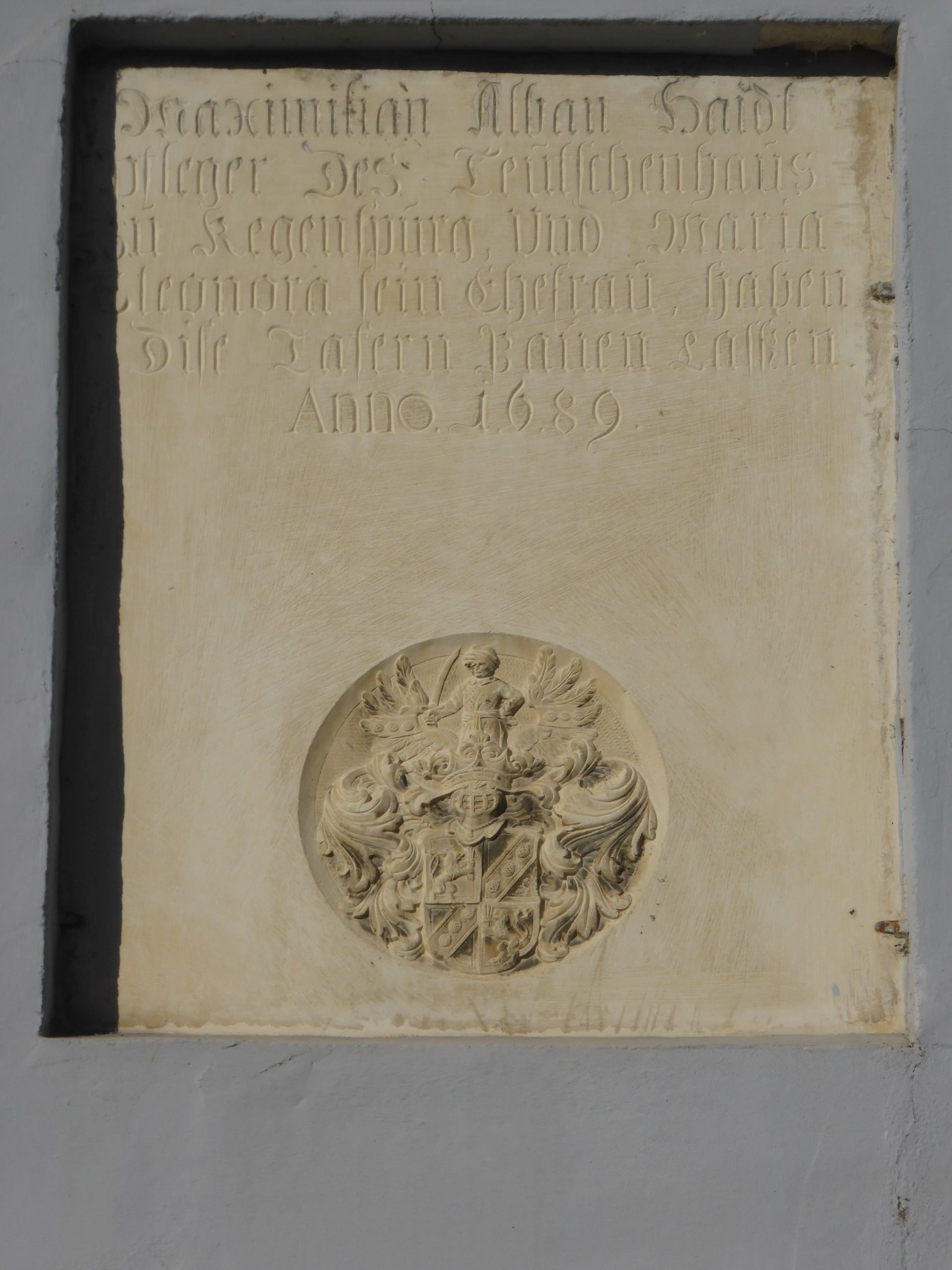
Tafel am Haus Nürnberger Straße 234; Inschrift: „Maximilian Alban Haidt, Pfleger des Teutschenhaus zu Regensburg, und Maria Eleonora sein Ehefrau haben diese Tafern bauen lassen Anno 1689“

Das abgegangene Schloss Niederwinzer befand sich im Ortsteil Winzer der oberpfälzischen Stadt Regensburg in Bayern. Die Anlage wird als Bodendenkmal unter der Aktennummer D-3-6938-0874 im Bayernatlas als „archäologische Befunde und Funde im Bereich des abgegangenen Schlosses von Niederwinzer, zuvor mittelalterliche Burg“ geführt.

## Geschichte
Erstmals wurde 1314 ein befestigter Sitz zu Winzer genannt. Damals befreiten die Herzöge Rudolf und Ludwig den Ritter „Polwein“ (Paldwein) „Winzerer“ und dessen Veste „Nider-Wintzer“ wegen seiner Leistungen bei der Schlacht von Gammelsdorf für alle Zeiten von allen Steuern und Leistungen. Der Ritter Polwein war auch berechtigt, Bier in Fässern an Wirte in und außer Landes zu verkaufen. Die Burg muss also schon vor 1313 bestanden haben und ihr Inhaber stand in Diensten der Wittelsbacher. Die Burg war aber kein Lehen der bayerischen Herzöge, sondern galt als Allodialgut.
Die drei Geschlechter der „Wintzerer“ in Bayern hatten unterschiedliche Stammsitze: Einer lag im niederbayerischen Hengersberg, ein anderer  im schwäbischen Mindelheim. Angehörige der Familie der oberpfälzischen Winzer war vermutlich „Alheidis de Wintzer“, die im Schenkungsbuch von Obermünster erscheint. Im Schenkungsbuch von Kloster Sankt Emmeram wird unter dem Abt Peringer II. (1177–1201) „Ödalricus (Ulrich) de Winzere“, ein Bruder der „Pertha de Winzere“, genannt. 33. Abt dieses Klosters war „Heinricus von Wünzer“ (1305–1312). „Wernher de Winzere“ legte 1300 gegenüber diesem mit ihm verwandten Abt ein Leibgedingbekenntnis wegen eines Hauses und einer Hofstätte in Regensburg ab. 1311 bestätigte Herzog Rudolf dem Regensburger Bürger „Heinricus von Winzer“, dem Sohn Ulrichs von Wünzer († vor 1311) einen Weingarten zu Mühlwinzer als Lehen. Um diese Zeit lebte auch Euphrosina (Offmey) von Winzer (1314–1333) als Äbtissin des Reichsstiftes Niedermünster. Zwei weitere Angehörige waren in diesem Kloster Stiftfrauen, und zwar Osanna Petrissa und Catharina von Winzer'. „Dominus Englbrecht von Winzer“ tauchte zwischen 1316 und 1344 in den Urkunden auf. 1335 wurde in einem Kaufvertrag zwischen dem Abt von St. Emmeram Albert und dem „Ruger dem Wintzerer von Winzer“ mit Einwilligung „Wernhers der Wintzerer“ und dessen Sohn „Paldwein“ ein Weinberg hinter dem Turm erwähnt, der Teil der Veste Winzer war. „Wernher der Wintzerär“ erschien 1320 mit seiner Frau Katharina als Siegler und als Gerichtsherr. Wernher und seine Söhne Rüger und Baldwein verkauften 1320 mehrere Äcker an das Prüfeninger Siechenhaus. „Rüdiger der Wintzerer“ wurde 1336 genannt, seine Ehefrau „Osanna“ 1333. In Eilsbrunn wurde der Pfarrer „Balduin Winzerer“ 1341 genannt. Ein weiterer Angehöriger dieser Familie war um 1340 der „dominus Heinrich von Wintzer der pfarrer“. 1334 wurden „Ulrich der Wintzerär“ und sein Sohn „Heinrich“ genannt, der zusammen mit seiner Schwester einen Weinberg in Pacht erhielt.
Ein bedeutender Vertreter dieser Familie war „her Heinrich der Wintzerer“, Wachtmeister zu Westen, d. h. in der Westenvorstadt von Regensburg. Dessen Frau hieß Offmey; seine Söhne Heinrich und Ruger ließen sich 1351 in Wien eine Verunglimpfung zweier Passauer Pfarrer zu Schulden kommen, so dass ihr Vater dafür Schadenersatz leisten musste. Die Wintzerer besaßen den Pühelhof zu Saalhaupt. Die Winzerer hatten das hochstiftische Erbmarschallamt als Afterlehen inne und waren vermutlich Erbtruchsesse des  Hochstiftes Regensburg. Mitte des 14. Jahrhunderts verschwanden die Winzerer aus den Regensburger Urkunden. Im Friedhof und in der Kirche zu Winzer befinden sich keine Grabsteine dieser Familie.
Um 1357 scheint die Veste Winzer an den Ritter Ulrich den Kuttenauer gekommen zu sein. 1370 wurde dort Konrad Hofmeister genannt, 1371 Ulrich Hofmeister, herzoglicher Richter in Stadtamhof und Pfleger der Reichsstadt in Donaustauf. 1440 erbte Casper Puntzinger das Schloss Winzer und Hochdorf von Luzia Hofmeister. Seit Mitte des 15. Jahrhunderts wurden die „Gießer“, eine Familie aus der Hallertau, als Inhaber genannt, von denen die Gebrüder „Christoph“ und „Jordan Gießer von Winzer“ 1494 und 1514 bezeugt sind. Christoph der Griesser (der Jüngere) Hofkastner zu Amberg, war ein scharfer Gegner der Reichsstadt Regensburg. 1555 bestätigte Jordan Giesser, dass der Sitz Winzer zur Landschaft von Oberbayern gehörte. Nach einem Grabstein in der Friedhofsmauer von Winzer verstarb 1472 die Ehefrau des Jordan Giesser von Winzer, die „edle, veste Barbara von Hausen“.  Ludwig der Gießer verkaufte 1532 sein Lehen zu Pielenhofen an das dortige Kloster. 1555 erwarb Jordan Giesser den Sitz Mayrhof bei Hemau und die Giesser verkauften ihren Besitz in Winzer. Jordan nannte sich allerdings noch 1579 nach dem Sitz in Winzer.
Auf die Giesser folgten zwischen 1555 und 1567 die Altmann. 1567 war Hans Georg Altmann, Propst des Klosters Pielenhofen, Inhaber des unbewohnten Schlössels und von vier Weinzierlhäusern. 1581 besaß Hans Georg Altmann von Schwandorf ein „steinern Haus und 6 Sölden“ in Winzer. Altmann war Kämmerer, Hofmeister und Pfleger von Hemau und Burglengenfeld. 1594 verkaufte er seinen Besitz in Winzer an Hans Paulus Perickh (Pyrck), brandenburgischer Rat und Reiterhauptmann. 1601 kaufte Barbara Neuhauser von diesem den Besitz. Da sie kein Landsassenrecht besaß, wurde die Gerichtsbarkeit 1607 vom Landgericht Stadtamhof eingezogen. Weitere Besitzer lösten sich danach in rascher Folge ab: Georg Ludwig von Neuhausen auf Sicklasberg und seine Hausfrau verkauften die Güter zu Winzer 1607 an Georg Werner zu Pyrnbaum und Winzer, im gleichen Jahr ging der Besitz an Hans Egilhof von Lichtenau zu Pirnbach und Winzer. Nach seinem Tod (1613) folgten Heinrich Rechlinger, Hans Andre von Heignenberg (um 1639) und das Jesuitenkolleg St. Paul. 1651 kam Hans Sebastian Nothafft Freiherr von Weißenstein und Viztum in Straubing in den Besitz von Winzer und erhielt die Hofmarksrechte wieder. 1670 verkaufte die Witwe des Sebastian Nothafft Niederwinzer an Johann Viktor von und zu Altfrauenberg. Unter diesem scheint mit der Renovierung des langsam verfallenen Schlosses begonnen worden zu sein. Wegen der befürchteten Baukosten verkaufte dieser Niederwinzer 1685 an Johann Wilhelm von Zocha, Statthalter zu Mergentheim und Landkomtur der Deutschordensballei Franken. Anlässlich dieses Verkaufs wurde eine Wertberechnung der Hofmark Niederwinzer vorgenommen, die einen Gesamtwert von 2385 Gulden erbrachte.
Von Michael Wening wurde der Besitz als „kleine Hofmark im Eigentum der Deutschordenskommende Regensburg“ beschrieben. Der Bau bestand nicht mehr „weilen der Adeliche Sütz gantz ruiniert“ war. Der Sitz wurde nicht mehr aufgebaut, stattdessen wurden die Einnahmen aus der Hofmark für die Wiedererrichtung der lange öd gelegenen Taverne verwendet. Die wertvollsten Zubehöre waren ein Brauhaus und eine Taverne. Allerdings brachte auch das Brauhaus keinen Gewinn mehr ein, eine Gelegenheit zum Verkauf ergab sich aber auch nicht. Am 10. Oktober 1805 wurde der Besitz im Zuge der Säkularisation enteignet, das Brauhaus durch den bayerischen Staat beschlagnahmt.

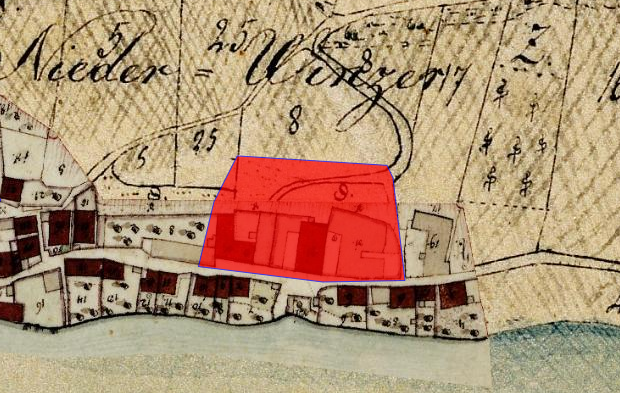
Lageplan von Schloss Niederwinzer auf dem Urkataster von Bayern

## Bauwerk
Auf einer Ansicht von 1638 erkennt man in Winzer einen dreigeschossigen Wohnbau mit einem Treppengiebel und einem angebauten kleinen Turm mit Spitzdach. Dahinter steht auf der donauabgewandten Seite ein mehrgeschossiger Turm. Vermutlich war dort ursprünglich eine Turmburg; Hof, Garten und Brauhaus waren mit einer Mauer umschlossen.
Erhalten ist noch das ehemalige Brauhaus, das zu einer Weinhandlung umgebaut wurde (heute  Bert’s Weinexpress, Nürnberger Straße 249), das früher noch an dem Haus angebrachte Wappen des Deutschen Ordens ist seit Anfang 1900 verschwunden. Gegenüber liegt das Haus Nürnberger Straße 234, das die ehemalige Taverne beherbergte. Auf der Inschrifttafel wird an Maximilian Alban Haidt, Pfleger des Teutschenhauses zu Regensburg, erinnert, der die Taverne mit seiner Ehefrau 1689 bauen ließ.